# Ильина, Наталия Николаевна
Наталия (Наталья) Николаевна Ильина (девичья фамилия Вокач, 1882—1963) — русская переводчица, историк, философ, искусствовед. Жена Ивана Ильина, известного философа, правоведа и деятеля правого движения в эмиграции.

## Биография
Родилась 28 мая 1882 года в дворянской семье: её отец Николай Антонович Вокач (1857—1905) был кандидатом права, коллежским секретарём; мать Мария Андреевна Муромцева (1856—?) была родной сестрой Сергея Андреевича Муромцева — председателя Первой Государственной Думы и Николая Андреевича Муромцева — члена Московской городской управы.
Наталья получила хорошее образование, окончив Московские Высшие женские курсы Герье. 27 августа 1906 года она вышла замуж за выпускника Московского университета Ивана Александровича Ильина — впоследствии выдающегося русского философа, известного деятеля правого движения в эмиграции. Евгения Герцык, родственница Наталии, вспоминала:

«Двоюродная сестра не была нам близка, но — умная и молчаливая — она всю жизнь делила симпатии мужа, немного ироническая к его горячности. Он же благоговел перед её мудрым спокойствием. Молодая чета жила на гроши, зарабатываемые переводом: ни он, ни она не хотели жертвовать временем, которое целиком отдавали философии. Оковали себя железной аскезой — все строго расчислено, вплоть до того, сколько двугривенных можно в месяц потратить на извозчика; концерты, театр под запретом, а Ильин страстно любил музыку и Художественный театр. Квартирка — две маленькие комнаты — блистала чистотой — заслуга Натальи, жены…»
 Герцык Е. «Воспоминания». Париж, 1973. С. 153—154.

Молодые Ильины зарабатывали преподаванием в университетах и институтах, совместными переводами с иностранных языков, публикациями брошюр, статей, книг. В конце 1909 году Наталия Николаевна последовала за мужем в его научную командировку — два года они находились в Германии, Италии и Франции: Ильин работал в университетах Гейдельберга, Фрейбурга, Геттингена и Парижа, а вернувшись в Москву, трудился над диссертацией «Философия Гегеля как учение о конкретности Бога и человека».
Иван Александрович не принял Октябрьскую революцию, и с 1922 года чета Ильиных находилась в эмиграции, куда они были высланы на «философском пароходе». Шестнадцать лет они прожили в Берлине. С приходом к власти в германии нацистов, после нескольких арестов гестапо Ильины в 1938 году сумели переехать в Швейцарию несмотря на запрет их выезда за границу.
В Швейцарии они поселились в пригороде Цюриха. Наталия Николаевна работала над своей книгой «Изгнание норманнов. Очередная задача русской исторической науки», написанной с позиций антинорманизма. Ильин, также отрицательно относившийся к норманской теории, с вниманием и уважением относился к историческим изысканиям жены.
Последние свои годы Ильины проживали в местечке Цолликон в окрестностях Цюриха. И. А. Ильин умер 21 декабря 1954 года. Наталья Николаевна сделала очень много для издания новых и переиздания старых трудов замечательного русского философа.
В числе её работ: «Учение Канта о пространстве», «Зигварт и проблема логики», «Боттичелли», «Одиночество и общение» (монография).
Умерла 30 марта 1963 года и была похоронена рядом с мужем в Цолликоне. 3 октября 2005 года останки Ивана Александровича и Наталии Николаевны были перезахоронены в Донском монастыре (рядом с прахом генерала Антона Деникина и его жены). Детей у них не было.
В РГАЛИ в архиве Любови Яковлевны Гуревич имеется письмо Вокач Натальи Николаевны. Также документы, относящиеся к Н. Н. Ильной, имеются в Научной библиотеке МГУ.

## Сочинения
- Изгнание норманнов : очередная задача русской исторической науки. — Париж, 1955. — 185, [1] с.